# Parmavitrina planilabris
Parmavitrina planilabris är en snäckart som först beskrevs av Cox 1866.  Parmavitrina planilabris ingår i släktet Parmavitrina och familjen Helicarionidae. Inga underarter finns listade i Catalogue of Life.